# Гарнизон

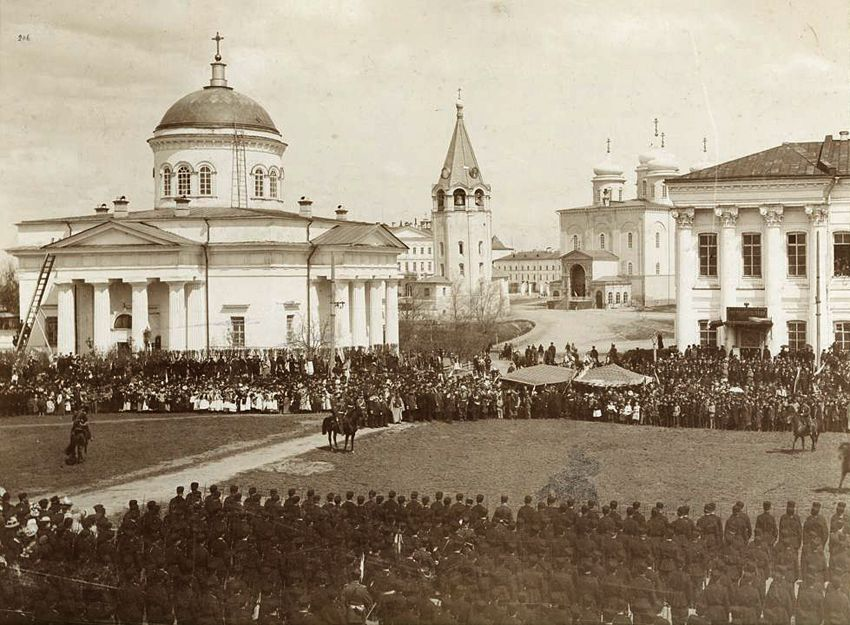
Смотр войск местного гарнизона в Нижегородском кремле, 1914 год.

Гарнизо́н (старофр. garnison от garnir — снабжать, вооружать) — термин в военном деле, который может иметь следующие понятия:
1. Воинские части, военно-учебные заведения и учреждения, расположенные на постоянной или временной основе в определённом населённом пункте или в районе с установленными границами.
2. Одно или несколько подразделений, выполняющиe оборону опорного пункта или долговременного оборонительного сооружения в укреплённом районе. В прошедших исторических этапах гарнизонами также назывались войска, оборонявшие крепости.

## Организация гарнизона
В Вооружённых Силах Союза Советских Социалистических Республик и Российской Федерации границы гарнизона устанавливались и устанавливаются приказом командующего военным округом.
Также данным приказом назначались следующие должностные лица:
- Начальник гарнизона;
- Заместитель начальника гарнизона по воспитательной работе;
- Начальник военно-автомобильной инспекции гарнизона;
- Военный комендант гарнизона.

При наличии в гарнизоне нескольких воинских частей из числа соответствующих должностных лиц из воинских частей назначаются:
- Начальник гарнизона по тылу;
- Начальник гарнизона по правовой работе;
- Начальник связи гарнизона;
- Начальник радиационной, химической и биологической защиты гарнизона;
- Начальник медицинской службы гарнизона;
- Начальник ветеринарной службы гарнизона;
- Старший начальник финансовой службы гарнизона;
- Начальник противопожарной защиты и спасательных работ гарнизона;
- Военный дирижёр гарнизона;
- Старший морской начальник гарнизона (для гарнизонов с базированием частей ВМФ)

Нормативно-правовыми актами, регламентирующими права и обязанности должностных лиц гарнизона в ВС СССР и ВС России, являлись и являются Устав гарнизонной и караульной службы (УГиКС).
Все должностные лица гарнизона (за исключением военного коменданта) выполняют свои обязанности по совместительству со штатной должностью, которую они занимают в своей воинской части.

## Гарнизонная служба
Гарнизонная служба — вид воинской службы, которая организуются в каждом гарнизоне и выполняет следующие цели:
- поддержание высокой дисциплины среди личного состава гарнизона;
- организация и проведение гарнизонных мероприятий (парады войск, выставление почётных караулов, отдание воинских почестей при погребении);
- привлечение войск для борьбы с пожарами и ликвидацией последствий стихийных бедствий, участие войск в демонстрациях, митингах и т. п.
- привлечение войск для наведения общественного порядка.

Гарнизонную службу в пределах военного округа осуществляет командующий войсками округа, в пределах гарнизона — начальник гарнизона.
Гарнизонную службу несут все воинские части, которые расположены в гарнизоне.